# Pilita Corrales
María del Pilar Corrales y Garrido (Cebú, Filipinas; 22 de agosto de 1939 - 12 de abril de 2025), más conocida como Pilita Corrales, fue una cantante, compositora y actriz filipina, una de las más populares divas en su país de origen.  Ha publicado más de 135 discos a lo largo de su carrera artística.

## Biografía
Pilita Corrales y Garrido nació en la ciudad de Cebú, provincia homónima, hija de la española María Garrido y del filipino José Corrales.  Tras terminar sus estudios en el Colegio de la Inmaculada Concepción en Cebú, marchó a España con objeto de iniciar estudios musicales.  En 1958 Corrales inició su carrera musical en Australia donde encabezó listas de pop con una grabación local titulada "Come closer to me."  Llegó a ser una de las estrellas del circuito Victoria Televisión.

## Vida personal
De su matrimonio en 1963 con el ejecutivo Gonzalo Blanco nació su hija Jackie Lou Blanco y Corrales-Garrido.  Separada de Blanco, en 1971 dio a luz su segundo hijo Ramón Cristóbal, resultado de su temporal unión con el actor filipino Eddie Gutiérrez. El 22 de mayo de 2001 Corrales se casó con el empresario paraguayo Carlos López.

## Discografía

### Australia
1. Come Closer to Me
2. Pilita with Arthur Young: Ill Take Romance
3. This is Pilita
4. Pilita tells the story of Love

### Filipinas (álbumes incluidos a nivel internacional)
1. Pilita, Live At the Riviera
2. Pilita, Live At the Riviera Vol. 2
3. Pilita, Live At the Riviera Vol. 3
4. Pilita, Now
5. Pilita Sings
6. Love
7. Pilita in Motion
8. Pilita Corrales, Greatest Hits
9. Pilita, Greatest Hits Volume 2
10. Matud Nila (Cebuano Visayan)
11. Philippine Love Songs
12. Philippine Love Songs Volume 2
13. Kapantay ay Langit
14. A Song for You
15. Sampaguita
16. Best of Philippine Pop Songs
17. Sa Tanang Panahon (Mostly Cebuano Visayan versions of Tagalog songs)
18. Minamahal, Sinasamba
19. Filipiniana
20. Pilita, The Queen of Songs (Ang Mutya ng Awit)
21. Pilita, Christmas Special
22. Gaano Kadalas ang Minsan?
23. The Best of Philippine Music
24. Salakot
25. Pagsapit ng Pasko
26. Araw-araw, Gabi-gabi
27. Pilita, Visayan Love Songs Volume 1 (Cebuano Visayan)
28. Pilita Sings George (If I Had My Life to Live Again)
29. Pilita, Great Songs from Filipino Movies
30. Sa Aking Pag-iisa
31. Walang Pagmamaliw
32. Pilita Sings...Love Themes from Viva Films
33. Pilita y Amado en español
34. Pilita Y Amado en español, Volume 2
35. Para Ti Mama por Dyna Record
36. Ang Nagiisang si Pilita (Viva Records)
37. Pilita Goes Pop (OctoArts Record)
38. When My Eyes Are Filled with Tears (Dyna Record)
39. Pilita Corrales sings Visayan Songs (Cebuano Visayan) (Villar)
40. For Love Sake Only
41. If You Go Away
42. Hoy
43. Oh La La!
44. Pilita y los mensajeros del Paraguay
45. Viajar (Travel)
46. Abrázame (Embrace Me)
47. Yukbo Sa Bisayanhong Awit (Cebuano and Ilonggo Visayan duet album with Susan Fuentes)

### Canciones grabadas
1. Ako ang Nagtanim
2. Ako Raw ay Makasalanan
3. Ampingan Mo ba
4. Ang Dalaga Noon at Ngayon
5. Ang Diwa ng Pasko
6. Ang Kawayan
7. Ang Pag-ibig
8. Ang Pag-ibig ay Mahiwaga
9. Ang Pipit
10. Ang Tangi Kong Pag-ibig
11. Apat na Dahilan
12. Awit ng Labandera
13. Awit ng Mananahi
14. Ay Pag-ibig
15. Ay, Ay, Ay Pag-ibig
16. Ayaw nang Magmahal
17. Bakas ng Lumipas
18. Bakasin Mo sa Gunita
19. Bakit Kita Inibig
20. Balud sa Kalimot
21. Balut
22. Baryo Fiesta
23. Basta't Magkasama Tayo
24. Basta't Mahal Kita
25. Bisan sa Damgo Lang
26. Buhat
27. Bulak Akong Bukidnon
28. Cariñosa
29. Come Close and Love Me
30. Dahil sa Isang Bulaklak
31. Dahil sa Iyo
32. Dalagang Pilipina
33. Dalagang Pilipinhon
34. Dalawang Filipina
35. Di Ko Kasalanan
36. Di na Iibig
37. Dili na Mausab
38. Gipangita Ko Ikaw
39. Goodbye
40. Had I Known It
41. Hanggang Langit Mahal Kita
42. Hinahanap Kita
43. Hinugpong nga mga Awit
44. Hiwaga ng Pag-ibig
45. Huling Halakhak
46. Ibong Kakanta-kanta
47. If I Had My Life to Live Again
48. Iibigin Ka
49. Ikaw ang Mahal Ko
50. Ikaw na Lamang
51. Iniibig Kita
52. Ipagdarasal Kita
53. Irog Ako ay Mahalin
54. Isumbong Ko Ikaw Sa Langit
55. Iyong-iyo Kailan pa Man
56. Kahit Sino Ka Man
57. Kamingaw Gayud
58. Kapantay ay Langit
59. Kataka-taka
60. Katulog na Inday
61. Kay Hirap ng Umibig
62. Kay Langit Ko ang Gugma Mo
63. Kung Batid Mo Lamang
64. Kung Kita'y Kapiling
65. Kung Nagsasayaw Kita
66. Lahat ng Araw
67. Lahat ng Gabi Bawat Araw
68. Lahat ng Oras
69. Lamok
70. Landas sa Pag-ibig
71. Larawan ng Pag-ibig
72. Let's Forget The Time
73. Lihim na Damdamin
74. Lonely Nights
75. Luluha Ka Rin
76. Maalaala Mo Kaya
77. Magandang Gabi Po
78. Mahal Kita Hanggang Langit
79. Mahal Mo Ba Ako?
80. Mahiwaga
81. Mamang Tsuper
82. Mangga
83. Mano Po Ninong
84. Matagal na Rin
85. Matud Nila (Visayan)
86. May Ibong Kakanta Kanta
87. Minamahal Kita
88. Minamahal Ko Siya
89. Nahigwa-os
90. O Maliwanag na Buwan
91. Paano
92. Pag-ibig Ikaw ang Dahilan
93. Pagka't Kapiling Ka
94. Pagkadali
95. Pasko sa Nayon
96. Patatawarin Kita
97. Pilipinas
98. Pobreng Alindahaw
99. Porbida
100. Puto Kutsinta
101. Rosas Pandan
102. Sa Araw ng Pasko (Ikaw Lang ang Siyang Kailangan)
103. Sa Bawat Sandali
104. Sa Libis ng Nayon
105. Saan Ka man Naroroon
106. Salakot
107. Salamat sa Alaala
108. Sampaguita
109. Sana Kahit Minsan
110. Sapagkat Ikaw ay Akin
111. Sapagkat Kami ay Tao lamang (We Are Only Human)
112. Sapagkat Malapit na
113. Sayaw sa Ilaw
114. Sayo sa Kabuntagon
115. Sinumpa Ko sa Diyos
116. Sumpang Walang Hanggan
117. Tama Na
118. Titibok Tibok
119. Together
120. Tugoti Kami
121. Tunay na Tunay
122. Ulilang Puso
123. Walang Kapantay
124. When Eyes Are Filled with Tears
125. Yesterday I Heard the Rain
126. Noche de Ronda
127. Vaya con Dios (Farewell)
128. Historia de un amor (Story of a Love)
129. Abrázame (Embrace Me)
130. Obsesión
131. Gracias amigo (Thanks my Friend)
132. Solamente una vez (Just Once)
133. Espérame en el cielo (Wait for Me in Heaven)
134. La foto (The Picture)
135. Hasta el fin de mi existir (Til the End of My Existence)
136. Con estas manos (With These Hands)
137. Filipinas
138. Tema del padrino (Theme of the Godfather)
139. Grande, Grande, Grande
140. A flor de piel
141. Quisiera saber (I’d Like to Know)
142. Desde que tú has ido (Since You’ve Been Gone)
143. Tu sonrisa (Your Smile)
144. Concierto de un otoño
145. Perfidia
146. Aldila
147. Angustia
148. Río rebelde
149. Voy (I Go)
150. Amor (Love)
151. Wasay-Wasay
152. Nganong Mipakita Ka
153. Sayri Ako
154. Ngano Ba Gugma
155. Ampinging mga Bulak
156. Ilingaw-Lingaw Lang
157. Mao Ba Kini ang Gugma
158. Hain Ka na Pinangga
159. Uhaw sa Gugma

### TV Shows
- Your Night with Pilita ABS-CBN 2
- Awitawanan - IBC 13
- Magasaway Di Biro - RPN 9
- Ang Bagong Kampeon - RPN 9
- Tahanan Ng Kampeon - GMA Network
- Lagot Ka, Isusumbong Kita - GMA Network
- Philippine Idol - ABC 5 (judge)